# Călugăreni (Prahova)
Pour les articles homonymes, voir Călugăreni.
Călugăreni est une commune roumaine du județ de Prahova, dans la région historique de Valachie et dans la région de développement du Sud.

## Géographie
La commune de Călugăreni est située dans l'est du județ, dans les collines du piémont des Carpates courbes, à 12 km au nord-ouest de Mizil et à 50 km au nord-est de Ploiești, le chef-lieu du județ.
La municipalité est composée des deux villages suivants (population en 1992) :
- Călugăreni (1 356), siège de la commune ;
- Valea Scheilor.

## Politique
| Parti | Parti                        | Sièges |
| ----- | ---------------------------- | ------ |
|       | Parti social-démocrate (PSD) | 5      |
|       | Parti national libéral (PNL) | 4      |

## Religions
En 2002, la composition religieuse de la commune était la suivante :
- Chrétiens orthodoxes, 99,72 %.

## Démographie
En 2002, la commune comptait 1 450 Roumains, soit la totalité de la population.
| 2002  | 2007  |
| ----- | ----- |
| 1 450 | 1 395 |

## Économie
L'économie de la commune repose sur l'agriculture.

## Communications

### Routes
La route régionale DJ102R rejoint Gura Vadului et Mizil vers le sud et Tătaru et la vallée de la rivière Cricovul Sărat au nord-ouest.